# Shahpur (Sagar)
Shahpur é uma cidade e uma nagar panchayat no distrito de Sagar, no estado indiano de Madhya Pradesh.

## Geografia
Shahpur está localizada a 21° 14′ N, 76° 13′ L. Tem uma altitude média de 238 metros (780 pés).

## Demografia
Segundo o censo de 2001, Shahpur tinha uma população de 12 205 habitantes. Os indivíduos do sexo masculino constituem 52% da população e os do sexo feminino 48%. Shahpur tem uma taxa de literacia de 59%, inferior à média nacional de 59,5%: a literacia no sexo masculino é de 69% e no sexo feminino é de 47%. Em Shahpur, 17% da população está abaixo dos 6 anos de idade.